# ميشيل ريتشموند
ميشيل ريتشموند (بالإنجليزية: Michelle Richmond)‏ (12 نوفمبر 1970)؛ روائية أمريكية.

## روابط خارجية
- ميشيل ريتشموند على موقع IMDb (الإنجليزية)